# エーリヒ・ヘーニシュ
エーリヒ・ヘーニシュ（Erich Haenisch、1880年8月27日 - 1966年12月21日）は、ドイツのモンゴル研究者、中国学者。『元朝秘史』と『蒙古源流』の研究でとくに知られる。

## 生涯
1880年、ベルリンで生まれた。ベルリン大学でヴィルヘルム・グルーベに中国学、モンゴル語、満州語を学び、1904年、『蒙古源流』のモンゴル語から中国語への編集の研究によって博士の学位を得た。
- Die chinesische Redaktion des Sanang Setsen: Geschichte der Ostmongolen, im Vergleiche mit dem mongolischen Urtexte. Reichsdruckerei in Berlin. (1904)

1904年から1911年まで清を訪れ、武昌と長沙の学校で教えた。この時期に中国とチベット東部を旅行している。
帰国後はベルリン民族学博物館に勤務した。1913年に呉三桂の蜂起に関する魏源『聖武記』の翻訳によって教授資格を得て、ベルリン大学の東アジア研究の私講師になったが、第一次世界大戦で兵役についたため研究は中断した。戦後の1920年に員外教授に昇任した。
1925年に短期間ゲッティンゲン大学正教授をつとめたが、同年アウグスト・コンラーディが没すると、その後任としてライプツィヒ大学の東アジア文献学教授に就任した。1928年に中国とモンゴルを訪れて文書を収集した。
1932年に再びベルリン大学に戻り、オットー・フランケの後任として東アジア文献学の正教授に就任した。第二次世界大戦中の1944年にアンリ・マスペロがブーヘンヴァルト強制収容所に入れられると、ヘーニシュはマスペロを解放するように嘆願したが、失敗に終わった。
戦後はミュンヘン大学の東アジア文化言語の正教授をつとめ、1951年に退官した。

## 主要な業績

### 中国学
ライプツィヒ時代に中国語の文語（漢文）の教科書を書いている。
- Grammatische Bemerkungen zur chinesischen Literatursprache. Leipzig. (1928)（中国語文語の文法に関する覚え書き）
- Lehrgang der chinesischen Schriftsprache. Leipzig. (1929-1933)（全3冊、中国語文語講座）

また、1911年以来清朝以降の中国植民地（チベット・モンゴル・満州・新疆）政策に関する著作を多く残している。

### モンゴル研究
ヘーニシュの主な業績に、『元朝秘史』の研究がある。ヘーニシュは漢字転写から本来のモンゴル語のテクストを復元し、ドイツ語に翻訳した。ヘーニシュは『元朝秘史』本文復元においてポール・ペリオと並ぶ功績があった。
- Untersuchungen über das Yüan-ch'ao Pi-shi: die geheime Geschichte der Mongolen. Abhandlungen der philologisch-historischen Klasse der Sächsischen Akademie der Wissenschaften, Bd. 41, Nr. 4. Leipzig: S. Hirzel. (1931)（最初の翻訳）
- Mangḥol un niuca tobcaʾan (Yüan-chʿao Pi-shi). Die geheime Geschichte der Mongolen. Leipzig: Otto Harrassowitz. (1937)（葉徳輝本から復元したモンゴル語本文）
- Wörterbuch zu Mangḥol un niuca tobcaʾan (Yüan-chʿao Pi-shi), Geheime Geschichte der Mongolen. Leipzig: Otto Harrassowitz. (1939)（語彙集）
- Die geheime Geschichte der Mongolen: aus einer mongolischen Niederschrift des Jahres 1240 von der Insel Kode'e im Keluren-Fluß. Das Mongolische Weltreich: Quellen und Forschungen 1. Leipzig: Otto Harrassowitz. (1941)（訳注。のち改訂）

また、『蒙古源流』の版本の研究も行った。
1943年に『モンゴル世界帝国の文化政策』を出版した。
- Die Kulturpolitik des mongolischen Weltreichs. Berlin: Walter de Gruyter. (1943)

## 受賞・栄典
- 1952年：プール・ル・メリット勲章の平和勲章を受章[1]。

## 家族・親族
- いとこ：ドイツ社会民主党の政治家でプロイセン州の文部大臣をつとめたコンラート・ヘーニシュ（英語版）がいる[5]。